# Щефан Хел
 Щефан Валтер Хел (на немски: Stefan Walter Hell) е германски физик от румънски произход, лауреат на Нобелова награда за химия от 2014 г. заедно с Ерик Бециг и Уилям Мьорнър за разработването на флуоресцентна микроскопия със свръхвисока разделителна способност.

## Ранен живот и образование
Хел е роден на 23 декември 1962 г. в Арад, Румъния, в семейството на банатски шваби. Баща му е инженер, а майка му е учителка. Израства в близкия град Сънтана, където завършва основното си образование през 1977 г. След това учи една година в Тимишоара, преди да замине с родителите си за Западна Германия през 1978 г. Там семейството се заселва в Лудвигсхафен. През 1981 г. е приет в Хайделбергския университет, където през 1990 г. завършва докторантурата си по физика на тема „Изобразяване на прозрачни микроструктури в конфокален микроскоп“.

## Научна дейност
След като завършва висшето си образование, за кратко време работи като независим изобретател, подобрявайки разделителната способност на конфокални микроскопи. В периода 1991-1993 г. работи в Европейската лаборатория за молекулярна биология в Хайделберг, където успява да демонстрира принципите на своя 4Pi микроскоп. В периода 1993-1996 г. работи като ръководител на научен екип в департамента по медицинска физика на Университета Турку (Финлдания). Там той разработва техника за STED микроскопия. След това е назначен за шест месеца като гост-учен в Оксфордския университет. През 1996 г. е хабилитиран в Хайделбергския университет. На 15 октомври 2002 г. става директор на Института по биофизическа химия „Макс Планк“ в Гьотинген, където е сред основателите на департамента по нанобиофотоника. От 2004 г. е почетен професор по експериментална физика в Гьотингенския университет.
С напредването и подобряването на методите за микроскопия, той успява да докаже, както теоретично, така и експериментално, че разделителната способност на флуоресцентните микроскопи може да бъде значително увеличена. По това време тя е ограничена теоретично от дължината на вълната на използваната светлина (над 200 нанометра). Още от работата на Ернст Карл Абе през 1873 г. това ограничение се е считало за непреодолимо. За това си постижение през 2014 г. е удостоен с Нобелова награда за химия. Така той става вторият нобелов лауреат от банатската швабска общност (след Херта Мюлер).